# Florești (distrikt)
Floreşti ( moldaviska: Районул Флорешть, Raionul Florești, ryska: Флорештский район) är ett distrikt i Moldavien. Det ligger i den norra delen av landet. Antalet invånare är 86 531. Arean är 1 108 kvadratkilometer.
Terrängen i Floreşti är kuperad österut, men västerut är den platt.
Följande samhällen finns i Floreşti:
- Florești
- Mărculești
- Ghindești